# 8289 An-Eefje
8289 An-Eefje è un asteroide della fascia principale. Scoperto nel 1992, presenta un'orbita caratterizzata da un semiasse maggiore pari a 2,1918972 UA e da un'eccentricità di 0,1555781, inclinata di 2,52798° rispetto all'eclittica.